# Megaselia fuscipleura
Megaselia fuscipleura är en tvåvingeart som beskrevs av Borgmeier 1962. Megaselia fuscipleura ingår i släktet Megaselia och familjen puckelflugor. Inga underarter finns listade i Catalogue of Life.